# Kai Lind (sångare)

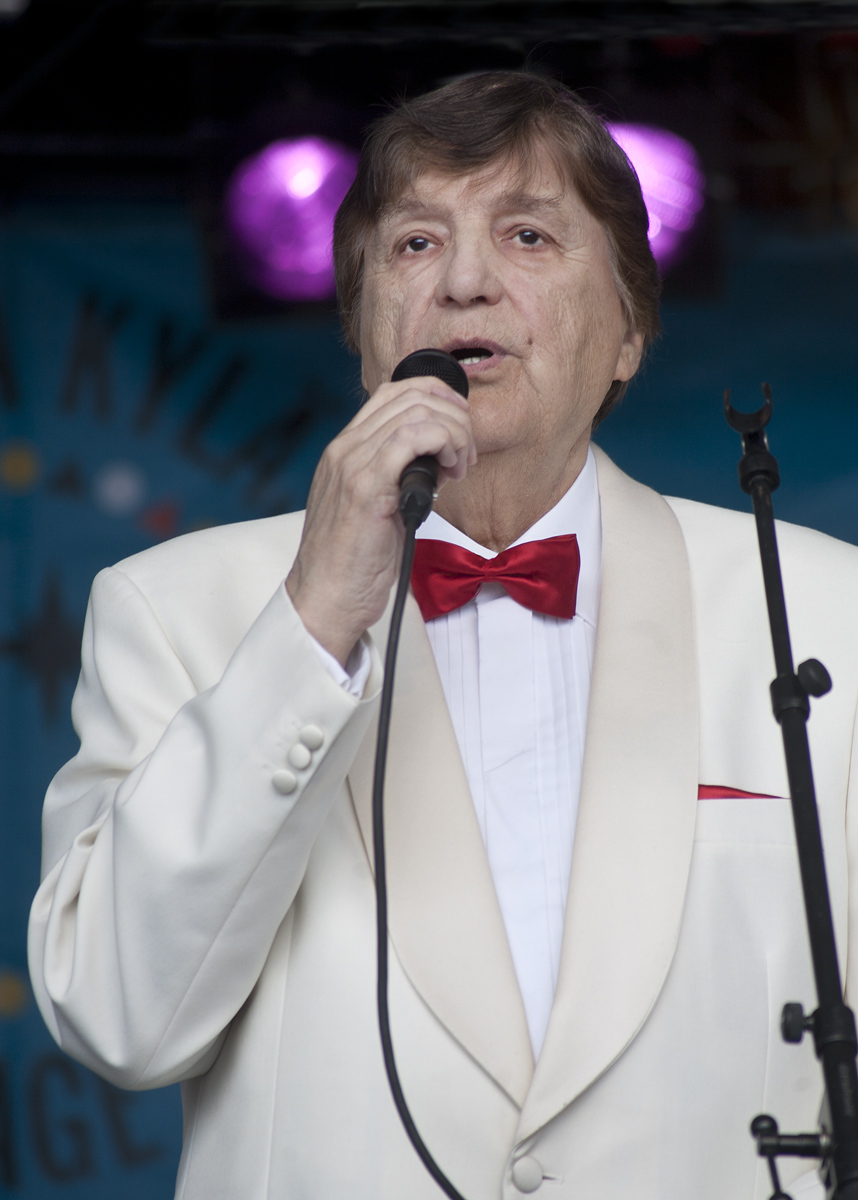
Kai Lind (2014).

Kai Lind (egentligen Kaj Mikael Lindberg), född 31 december 1937 i Helsingfors, är en finländsk sångare. 
Lind debuterade 1960 och blev en av sin tids främsta manliga finländska ungdomsidoler. Han blev även medlem av den populära kvartetten Four Cats (grundad 1958, övriga medlemmar Martti Metsäketo, Esa Nieminen och Pentti Lasanen), som fortfarande uppträder.